# Echeandia weberbaueri
Echeandia weberbaueri är en sparrisväxtart som först beskrevs av Karl von Poellnitz, och fick sitt nu gällande namn av Robert William Cruden. Echeandia weberbaueri ingår i släktet Echeandia och familjen sparrisväxter.
Artens utbredningsområde är Peru. Inga underarter finns listade i Catalogue of Life.